# Anamorphosée
Anamorphosée е четвъртият студиен албум на певицата Милен Фармер, издаден на 17 октомври 1995 година от музикалната компания Polydor Records. Първият сингъл от албума XXL излиза на 19 септември същата година – два дни след издаването на албума. След него сингли стават песните L'instant X, California, Comme j'ai mal и Rêver. Въпреки смесените мнения на критиците албумът успява да достигне първо място във френската класация за албуми и дори остава цели две години в нея.

## Заглавие на албума и текстове
С този албум Милен започва да употребява неологизми в текстовете си. Самото заглавие на албума – Anamorphosée – е неологизъм във френския. Думата е производна на съществителното (une) anamorphose – разкривено изображение (върху вдлъбнато или изпъкнало огледало). Би могло да се преведе като разчупена или разкривена, което се отнася за новия музикален стил на Милен.
Албумът ѝ е предимно с рок мотиви. Пет от дванайсетте песни са меланхолични балади, вдъхновени от американски R&B аражименти. Текстовете към тях са по-лесно разбираеми и по-малко „закодирани“ в сравнение с тези от предишните ѝ албуми. Въпреки любимите на Фармер теми за тъгата и мъката, в албума присъства предимно темата за духовното.

## Песни
Всички текстове са написани от самата Милен, а музиката – от продуцента ѝ Лоран Бутона. Изключение прави единствено песента Tomber 7 fois..., чиито текст и музика са на Милен.
| Anamorphosée, 1995 | Anamorphosée, 1995           | Anamorphosée, 1995                         | 57:47 |
| #                  | Заглавие на песента          | Автор(и)                                   | Време |
| 1.                 | California                   | Текст: Милен Фармер. Музика: Лоран Бутона. | 4:58  |
| 2.                 | Vertige                      | Текст: Милен Фармер. Музика: Лоран Бутона. | 5:26  |
| 3.                 | Mylène s'en fout             | Текст: Милен Фармер. Музика: Лоран Бутона. | 4:30  |
| 4.                 | L'instant X                  | Текст: Милен Фармер. Музика: Лоран Бутона. | 4:45  |
| 5.                 | Eaunanisme                   | Текст: Милен Фармер. Музика: Лоран Бутона. | 5:05  |
| 6.                 | Et tournoie...               | Текст: Милен Фармер. Музика: Лоран Бутона. | 4:28  |
| 7.                 | XXL                          | Текст: Милен Фармер. Музика: Лоран Бутона. | 4:25  |
| 8.                 | Rêver                        | Текст: Милен Фармер. Музика: Лоран Бутона. | 5:20  |
| 9.                 | Alice                        | Текст: Милен Фармер. Музика: Лоран Бутона. | 5:20  |
| 10.                | Comme j'ai mal               | Текст: Милен Фармер. Музика: Лоран Бутона. | 3:50  |
| 11.                | Tomber 7 fois...             | Текст: Милен Фармер. Музика: Милен Фармер. | 4:50  |
| 12.                | Laisse le vent emporter tout | Текст: Милен Фармер. Музика: Лоран Бутона. | 4:00  |

| Бонус песни | Бонус песни             | Бонус песни                                | Бонус песни |
| #           | Заглавие на песента     | Автор(и)                                   | Време       |
| ----------- | ----------------------- | ------------------------------------------ | ----------- |
| 13.         | Alice (New Mix)         | Текст: Милен Фармер. Музика: Лоран Бутона. | 5:20        |
| 14.         | XXL (Extra Large Remix) | Текст: Милен Фармер. Музика: Лоран Бутона. | 5:06        |